# 3785 Kitami
3785 Kitami (1986 WM) là một tiểu hành tinh nằm phía ngoài của vành đai chính. T. Seki phát hiện ra tiểu hành tinh này vào ngày 30 tháng 11 năm 1986 tại Geisei. Tên của tiểu hành tinh được đặt theo tên của thành phố Kitami thuộc tỉnh Hokkaidō, Nhật Bản.